# Griffi
Javier Plaza, más conocido como Griffi, es un DJ y productor español, nacido en Tarrasa (Barcelona) en 1973. Fue miembro del grupo barcelonés Sólo los Solo durante toda la trayectoria del mismo junto al MC Juan Solo. Pertenece al colectivo Funkomuna, y es fundador del sello Delpalo records. Tiene una carrera en solitario bajo su alias principal, además de P.Brava, alias bajo el que rapea en algunas canciones, Chacho Brodas, donde actúa con varios MCs y cantantes de la escena local y nacional (Mala Rodríguez, Toteking, Shotta, Tremendo (MC), Quiroga, Lil Trappy, Aqeel y Gordo Master ...

## Discografía

### En solitario

#### Como Griffi
- Akay Lama en el funkarreo del 2015 (LP) (Avoid, 2000)
- Strictly Jabugo Series Vol.1 / Strictly Jabugo FM (2x LP) (Delpalo, 2009)
- Umbrella (Single) (Delpalo 2018)

#### ComoChacho Brodas
- Los impresentables (LP) (Delpalo, 2007)
- Remixtape Pum Classics (mixtape) (Delpalo, 2007)
- Date cuenta (LP) (Delpalo, 2009)
- Prozak (LP) (Delpalo, 2012)
- Caramelo (Single) (Delpalo, 2020)
- Back to the Fucking Party (LP) (Delpalo, 2020)

## Colaboraciones
- Payo Malo Tropiezos y pasos (1999)
- 7 Notas 7 Colores 77 (1999)
- Tremendo (MC) Vibraciones (2000)
- Payo Malo Indepleis tuvy (2000)
- El Puto Coke Epílogo (2001)
- Payo Malo Con tierra en los bolsillos (2001)
- Mucho Muchacho Chulería (2003)
- Toteking Música para enfermos (2004)
- Tremendo Vidalogía (2004)
- Shotta La selva (2004)
- Aqeel Beats & Voices (2005)
- Quiroga Historias de Q (2006)
- Toteking Al rojo vivo (2006)
- Mala Rodríguez Malamarismo (2007)
- Aqeel Inside the Mind of an Afro-American Angel (2008)
- Foreign Beggars Asylum Agenda (2008)
- Duo Kie Orgullo (2009)
- Tremendo Tu y yo (2009)
- Mala Rodríguez Dirty Bailarina (2010)
- Shotta Profundo (2011)
- Lírico "En El Corazón De La Ciudad" (2012)
- Kyne y Dano "insha'Allah" (2019)